# Precious (singel Annie Lennox)
Precious – singel Annie Lennox, wydany w 1992 roku.

## Ogólne informacje
Piosenka była drugim singlem pochodzącym z debiutanckiej solowej płyty artystki Diva. Zajęła 23 miejsce na liście w Wielkiej Brytanii. Na stronie B zamieszczono nagranie „Step by Step”, które osiągnęło większy sukces, zajmując 10 pozycję. W 1996 roku utwór ten trafił na ścieżkę dźwiękową filmu Żona pastora.

## Lista ścieżek
1. „Precious” – 3:51
2. „Step by Step” – 4:46
3. „Precious” (Album Version) – 5:07
4. „Why” – 4:53